# Mátthia Dư Thành Tín
Mátthia Dư Thành Tín (1930 hoặc 1927  – 2017; tiếng Trung:余成信, tiếng Anh:Matthias Yu Cheng-xin) là một giám mục người Trung Quốc của Giáo hội Công giáo Rôma. Ông được tấn phong cách bí mật và từng giữ chức vụ Giám mục Phụ tá Giáo phận Hán Trung.

## Tiểu sử
Giám mục Matthia Dư Thành Tín sinh tại Trung Quốc vào ngày 27 tháng 12 năm 1927 hoặc 1930 tại Trung Quốc. Sau khoảng thời gian dài tu học, ngày 10 tháng 10 năm 1981, ông được thụ phong chức vị linh mục. Lễ tấn phong cho giám mục bí mật Dư Thành Tín diễn ra lặng lẽ vào ngày 12 tháng 12 năm 1989.
Ngày 7 tháng 12 năm 2017, Giám mục Matthia Dư qua đời, hưởng thọ 90 tuổi.